# BECK (映画)
『BECK』（ベック）は、2010年9月4日公開の日本映画。ハロルド作石の漫画『BECK』を原作とした青春映画である。松竹・日本テレビ放送網提携作品。主演は水嶋ヒロ。
キャッチコピーは「奇跡の出会いによって生まれたバンド、ベック。青春のすべてが、ここにある。」。

## 概要
原作1巻から10巻までの内容を元に実写映像化された。
監督は『20世紀少年』や『TRICK』の堤幸彦、主演は『ドロップ』の水嶋ヒロ、『ROOKIES』の佐藤健や桐谷健太ら映画やドラマで高く注目されている俳優を起用。その中で水嶋ヒロ、佐藤健、向井理、忽那汐里は『メイちゃんの執事』でも共演している。
劇中「グレイトフル・サウンド」野外ライブシーンは、フジロックフェスティバルの舞台監督や照明・音響他技術スタッフの協力のもと、2009年フジロック終了翌日に苗場スキー場で撮影された。また堤幸彦は「楽器の描写はもちろんのこと登場人物が身につける服や靴も、無いものは作って原作に忠実に再現した」と小道具や衣装へのこだわりを語っている。
2010年8月21日には朝刊6紙ジャック企画で、デイリースポーツ（首都圏版）に忽那汐里、読売新聞に水嶋ヒロ、朝日新聞に佐藤健、産経新聞に桐谷健太、東京新聞に中村蒼、毎日新聞に向井理がそれぞれ全面広告に掲載された。また8月28日の特別先行上映と舞台挨拶では、松竹配給映画で史上初となる丸の内ピカデリー1、2、3の3館をジャックを敢行した。
全国316スクリーンで公開され、2010年9月4,5日初日2日間で興収3億1,357万4750円、動員は23万151人になり映画観客動員ランキング（興行通信社調べ）で初登場第1位となった。松竹配給作品の1位は2009年3月の『ヤッターマン』以来。また、ぴあ初日満足度ランキング（ぴあ映画生活調べ）でも第2位になるなど高く評価されている一方、町山智浩などの映画評論家、ミュージシャンでは宇多丸や大槻ケンヂ、音楽ライターでは磯部涼、映画雑誌『映画秘宝』からは酷評を受けている。TBSラジオ『ライムスター宇多丸のウィークエンド・シャッフル』のシネマハスラー2010年全映画ランキングでは対象56作品中ワースト6位。HIHOはくさいアワード第7位。
原作者のハロルド作石の意向によりコユキ(佐藤 健)のボーカルパートが別の音に挿げ替えられる、あるいは無音で処理されて聴くことができない。また竜介と栄二のバンドであるシリアルママのボーカルも聴くことができない。ハロルド作石自身は「何回観ても発見があるし、それぞれのキャラクターに物語があっていろんな形で感情移入できるのがすごい」と映画の出来を評価している。

## あらすじ
非凡なボーカルの才能を持つ田中幸雄（コユキ）は平凡な高校生活を送っていた。そして、ある日、偶然、ニューヨーク帰りの天才ギタリスト南竜介と出会う。竜介は元いたバンドを喧嘩別れし、独立して才能溢れる千葉、平を誘い、「BECK」というバンドを結成し、そこにコユキとサクという若いメンバーも加わり、バンド活動を始める。そのうちに音楽にのめりこんでいき、ライブハウスでの活動やCDデビューなどを果たしていった。ある日、そんな彼らのもとに国内最大のロックフェス「グレイトフル・サウンド」出演の依頼がやってくる。

## キャスト
南竜介（Ray） - 水嶋ヒロ
ニューヨーク帰りのギタリスト。釣り堀に住み込みで働いている。
田中幸雄（コユキ） - 佐藤健
生来の天才ボーカリスト。竜介と出会い、並外れたボーカルの才能を遺憾なく発揮する。
千葉恒美 - 桐谷健太
喧嘩早く曲がったことが大嫌い。BECKのムードメーカーで、ラップ・ヴォーカル担当。
桜井裕志（サク） - 中村蒼
コユキの学校へ転校してくる。コユキの親友。ドラム担当。
平義行 - 向井理
BECKの年長者であり、冷静で聡明なベーシスト。
南真帆 - 忽那汐里
アメリカンスクールに通う竜介の妹。コユキの才能をいち早く見出す。
斉藤研一 - カンニング竹山
コユキのギターの師匠。
佐藤和緒 - 松下由樹
グレイトフル・サウンドを主催するイベント会社メタルグルーの社長。
益岡弘美 - 倉内沙莉
コユキとサクの同級生。新体操部。
兵藤マサル - 桜田通
コユキとサクの同級生。コユキをパシリに使う不良。原作にあった音楽を通じてコユキを認める場面が一切ない。
ダイイング・ブリード
エディ・リー - ブレット・ペンバートン（Brett Pemberton）
マッド・リード - トッド・シムコ (Todd Shymko)
ベル・アーム
木村栄二 - 水上剣星
諸積ヨシト - 古川雄大
宮沢学 - 三浦涼介
メジャーデビュー曲のプロモーションビデオをジム・ウォルシュが手がけている。なお原作では破格の契約金を提示されてもジムは製作を断っている。
蘭 - 中村獅童
東郷 - 川野直輝
北沢力也 - 高橋努
軽音楽部に所属しているがギターの腕前は今ひとつ。原作では短気な暴れん坊だが曲がった事が大嫌いな一面があったが、映画版ではこの一面が一切なく、ただの悪役になった。
ジョン・リー・デイヴィス - フロイド・リー
レオン・サイクス - サンキ・リー
ジム・ウォルシュ - ジェフリー・ロウ
特別出演
竹中直人 - 千葉のバイト先の従業員
桂南光 - コユキ達の学校の教員
有吉弘行 - ダイブリのライブの観客
品川祐 - 釣堀の常連客
蝶野正洋 - 交通誘導中の車の運転手
もたいまさこ - グレイトフル・サウンド創始者である佐藤和緒の姉
羽鳥慎一（当時日本テレビアナウンサー・声のみ）
マキシマムザホルモン - 平が出てきたライブハウスの前で屯していたグループ。

## スタッフ
- 原作 - ハロルド作石『BECK』
- 監督 - 堤幸彦
- 制作総指揮 - 迫本淳一、宮崎洋
- 製作 - 野田助嗣、大山昌作、村上博保、阿佐美弘恭、北川直樹、久松猛朗、吉羽治
- 企画・プロデューサー - 吉田繁暁、藤村直人
- エグゼクティブプロデューサー - 秋元一孝、奥田誠治、亀井威
- 制作プロデューサー - 澤岳司、妹尾祥太
- 脚本 - 大石哲也
- 音楽 - GRAND FUNK ink.
- 音楽プロデューサー - 茂木英興
- 撮影 - 唐沢悟
- 美術 - 相馬直樹
- 照明 - 木村匡博
- 録音 - 鴇田満男
- 装飾 - 茂木豊
- スタイリスト - 宇都宮いく子
- ヘアメイク - 池田真希
- スクリプター - 奥平綾子
- 編集 - 伊藤伸行
- 衣裳 - 横山奈未
- VFXスーパーバイザー - 定岡雅人
- VFXプロデューサー - 土屋真治
- 音響効果 - 北田雅也
- 現場編集 - 似内千晶
- 衣裳 - 横山奈未
- 助監督 - 白石達也
- 制作担当 - 横山奈未
- 制作担当 - 大日方教史、篠宮隆浩
- プロレス指導 - GENTARO、佐々木貴
- ライン・プロデューサー - 原田耕治
- 宣伝プロデューサー - 栗原俊志
- スペシャルサンクス - フジロックフェスティバル
- 制作プロダクション - モンスター☆ウルトラ
- 配給 - 松竹
- 製作 - 「BECK」製作委員会（松竹、日本テレビ放送網、札幌テレビ放送、宮城テレビ放送、静岡第一テレビ、中京テレビ放送、広島テレビ放送、福岡放送、衛星劇場、讀賣テレビ放送、D.N.ドリームパートナーズ、ソニー・ミュージックエンタテインメント、講談社）

## 主題歌
- オープニングテーマ - レッド・ホット・チリ・ペッパーズ「Around the World」
- エンディングテーマ - オアシス「Don't Look Back in Anger」
- 劇中歌- BECK「EVOLUTION」原曲-Rage Against the Machine「Guerrilla Radio」
- 劇中歌- BECK（コユキ作曲）「MOON BEAMS」　原曲-SPANK PAGE「BOY」
- 劇中歌- BECK「LOOKING BACK」原曲-THE TURQUOISE(OCEANLANE)「LOOKING BACK」
- 劇中歌- BELLE AME「CALLING」原曲-Sadie提供楽曲
- 劇中歌- BELLE AME feat.YOSHITO「DAY COMES TRUE」原曲-Sadie提供楽曲

## ロケ地
- 神奈川県川崎市のクラブチッタ
- 神奈川県横須賀市
- 東京都八王子市
- 群馬県高崎市
- 苗場スキー場
- 上越国際スキー場
- 富士急ハイランド

## ソフト化
いずれも発売・販売元はバップ。
- BECK IS BORN（1枚組・本編公開に先駆けて発売されたナビゲートDVD。2010年8月4日発売）
  - 収録映像
    - インタビュー&メイキング集
    - ライブ舞台裏映像
    - ストーリー・ダイジェスト
    - 公開情報（特報）

  - 封入特典
    - リーフレット
- BECK DVD通常版（1枚組・2011年2月2日発売）
  - 映像特典
    - 特報・劇場予告編・TVスポット集

  - 初回限定特典
    - ポストカード2枚組（ランダム）
- BECK DVD豪華版（2枚組・初回限定生産品。2011年2月2日発売）
  - ディスク1：本編DVD（通常版と共通）
  - ディスク2：特典DVD「BECK SPECIAL DISC 〜10 SPECIAL CONTENTS〜」
    - GREATFUL SOUNDの舞台裏
    - ズームイン!!SUPER スペシャル取材インタビュー
    - BECKキャストの素顔
    - 3/30「BECK」EVOLUTION製作報告会見 at SHIBUYA-AX
    - 8/1 ありがとう! HMV渋谷〜「HMV」×「BECK」 コラボイベント〜
    - 8/18 BECK PREMIUM NIGHT完成披露試写会 in 日本武道館 We Are The BECK You Are The BECK〜今夜ここでひとつになる〜
    - 「EVOLUTION」特別映像（予告）
    - 9/4 BECK遂に始動! 初日舞台挨拶 at 丸の内ピカデリー1
    - 9/17 「熱い男あつまれ!」男性限定イベント at 新宿ピカデリー
    - BECKキャストコメント集

  - 封入特典
    - ブックレット
    - ポストカード4枚組（DVD通常版すべてのバージョン）

  - 特製スリーブケース付きデジパック仕様
- BECK ブルーレイ（本編BD+特典DVDの2枚組・2011年2月2日発売）
  - ディスク1：本編BD
    - 映像特典：DVD通常版と同様

  - ディスク2：特典DVD（DVD豪華版と同様）
  - 初回限定特典
    - ポストカード4枚組（DVD豪華版と同様）